# Matinhos
Matinhos, amtlich portugiesisch Município de Matinhos, ist eine Küstenstadt im brasilianischen Bundesstaat Paraná mit einer Einwohnerzahl von 39.259 Einwohnern (nach Zensus 2022). Sie werden Matinhenser (matinhenses) genannt und leben auf einer Gemeindefläche von rund 117,9 km². Die Entfernung zur Hauptstadt des Bundesstaates, Curitiba, beträgt 111 Kilometer. Die Entfernung zur nächsten Großstadt, Paranaguá, beträgt 48 Kilometer.

## Geschichte
Das Territorium war ursprüngliches Siedlungsgebiet der an den Küsten lebenden Carijós, die zur Ethnie der Guaraní gehören. Im 19. Jahrhundert wurde die Gegend um Matinhos durch portugiesische und italienische Einwanderer besiedelt. Durch den Bau einer Straße 1927 stieg die Einwohnerzahl, diesmal durch deutschstämmige Einwanderer. Die Stadtrechte erhielt Matinhos am 12. Juni 1967, dagegen verzeichnet das brasilianische Statistikinstitut die Emanzipation zum  13. März 1968 durch das Lei Estadual n.º 5.743.
Im zu Matinhos gehörenden Badeort Caiobá fanden 1994 die U20-Juniorenweltmeisterschaften im Schach statt. Juniorenweltmeister wurde Helgi Áss Grétarsson vor Zsófia Polgár und Giovanni Vescovi, Juniorenweltmeisterin Zhu Chen vor Nino Churzidse und Natalia Edsgweradse.
Ein Seilbahnunfall forderte in Matinhos 1995 zwei Menschenleben, woraufhin die Seilbahn auf den 262 Meter hohen Morro do Escalvado stillgelegt wurde.

## Geographie
Matinhos liegt in der geographischen Region Litoral do Paraná. Die Höhe wird mit 3 bis 53 Metern über Normalnull angegeben.
Nachbarstädte sind im Süden Guaratuba, im Norden Paranaguá und im Nordosten Pontal do Paraná.
Das Biom beziehungsweise die Vegetationsform ist Mata Atlântica.

## Klima
|                       | Jan   | Feb   | Mär   | Apr   | Mai   | Jun   | Jul  | Aug  | Sep  | Okt   | Nov   | Dez   |   |         |
| Mittl. Tagesmax. (°C) | 28,3  | 27,4  | 27,4  | 25,1  | 23    | 20,9  | 21,9 | 21,6 | 21   | 22,9  | 24,3  | 26,2  | ⌀ | 24,2    |
| Mittl. Tagesmin. (°C) | 18,7  | 19    | 18,3  | 15,7  | 13,1  | 11,1  | 10,9 | 12   | 12,8 | 14,3  | 15,7  | 17,5  | ⌀ | 14,9    |
|                       |       |       |       |       |       |       |      |      |      |       |       |       |   |         |
| Niederschlag (mm)     | 261,5 | 313,1 | 263,5 | 159,9 | 116,6 | 105,5 | 64,8 | 83   | 129  | 157,3 | 139,5 | 161,4 | Σ | 1.955,1 |

| 18,7 |

| 19 |

| 18,3 |

| 15,7 |

| 13,1 |

| 11,1 |

| 10,9 |

| 12 |

| 12,8 |

| 14,3 |

| 15,7 |

| 17,5 |

| 18,7 |

| 19 |

| 18,3 |

| 15,7 |

| 13,1 |

| 11,1 |

| 10,9 |

| 12 |

| 12,8 |

| 14,3 |

| 15,7 |

| 17,5 |

## Kommunalverwaltung
Bei den Kommunalwahlen in Brasilien 2020 löste José Carlos do Espirito Santo (Podemos), genannt Zé da Ecler, mit 7987 (42,89 %) der gültigen Stimmen den vorherigen Bürgermeister der Exekutive Ruy Hauer Reichert (Partido Liberal) ab.
Die Legislative liegt bei einem Stadtrat aus 11 gewählten Vertretern (vereadors) der Câmara Municipal.

## Bevölkerungsentwicklung
| Jahr | Einwohner | Stadt  | Land |
| --- | --------- | ------ | ---- |
| 2000 | 24.184    | 24.000 | 184  |
| 2010 | 29.428    | 29.260 | 168  |
| 2021 | 35.705    | ?      | ?    |
| Hier fehlt eine Grafik, die leider im Moment aus technischen Gründen nicht angezeigt werden kann. Wir arbeiten daran! |           |        |      |

Quelle: IBGE (2011)

## Ethnische Zusammensetzung
Ethnische Gruppen nach der statistischen Einteilung des IBGE (Stand 2000 mit 24.184 Einwohnern, Stand 2010 mit 29.428 Einwohnern): Von diesen lebten 2010 29.260 Einwohner im städtischen Bereich und 168 im ländlichen Umland.
| Gruppe      | Anteil 2000 | Anteil 2010 | Anmerkung                       |
| ----------- | ----------- | ----------- | ------------------------------- |
| Brancos     | 18.850      | ▲ 20.011    | Weiße, Nachfahren von Europäern |
| Pardos      | 4.626       | ▲ 8.217     | Gemischte, Mulatten, Mestizen   |
| Pretos      | 372         | ▲ 845       | Schwarze                        |
| Amarelos    | 86          | ▲ 222       | Asiaten                         |
| Indígenas   | 215         | ▼ 133       | indigene Bevölkerung            |
| ohne Angabe | 35          | -           |                                 |

## Sehenswürdigkeiten

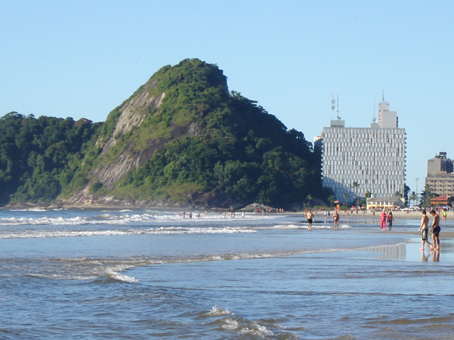
Badeort Caiobá, 2006

Zur Stadt gehören 36 Badeorte an 17 Kilometer Strand. Im Stadtzentrum befindet sich das Naturkundemuseum Museu Ecológico João José Bigarella.

## Bildung
Die Universidade Federal do Paraná verfügt im Ortsteil Caiobá über den Campus Matinhos, der UFPR Litoral heißt. Dort kann ein Grundstudium absolviert werden.

## Söhne und Töchter der Stadt
- Bruna Schmitz (* 1990), Surferin und Model